# 昌平君
昌平君（しょうへいくん、 ? - 紀元前223年）は、中国戦国時代の秦の政治家、楚の公子。姓は羋、氏は熊。諱は不明。考烈王の子で、幽王・哀王・負芻とは異母兄弟であるとされる。

## 経歴
相国（丞相）に任命される。
秦王政9年（紀元前238年）、嫪毐が背くと、秦王政に昌文君と共に討伐を命じられ、嫪毐を敗走させた。
秦王政21年（紀元前226年）、楚の旧都郢（秦の南郡）に移された。同年、韓の旧都新鄭（現在の河南省鄭州市新鄭市）で反乱が発生しており、この事に続いて記述されているため関連した左遷であったと考えられる。
秦王政23年（紀元前224年）、楚攻略を任じられた王翦が楚王負芻を捕虜とし、楚が滅びると、楚将項燕により淮南で楚王に擁立され、秦に反旗を翻した。
秦王政24年（紀元前223年）、王翦・蒙武が楚を攻め、楚軍を破った。昌平君は戦死し、項燕も自殺（あるいは戦死）した。

## 史料
- 『史記』（司馬遷）
- 『史記索隠』（司馬貞）
- 『睡虎地秦簡 編年紀』（喜）